# Хіларій з Арля
Іларій Арльський, також відомий під своїм латинським ім'ям Іларій (бл. 403–449) — єпископ Арля на півдні Франції. Його визнано святим Римо-католицькою і Східною православною церквами, а його свято відзначається 5 травня.

## Життєпис
У ранній молодості, або в 420-х роках, Іларій приєднався до Лерінського абатства, яке на той час очолював його родич Гонорат. Здається, до цього Іларій жив в Діжоні, хоча інші авторитети вважають, що він походив з Бельгії або Провансу. Іларій міг бути родичем або «навіть сином» Іларія, який був префектом Галлії в 396 році та Риму в 408 році.
Іларій змінив свого родича Гонората на посту єпископа Арля в 429 році. Наслідуючи приклад Аврелія Августина, кажуть, що він організував своє духовенство собору в «конгрегацію», присвятивши значну частину свого часу соціальним вправам аскетизму. Він мав ранг єпископа-митрополита В'єнни і Нарбонни і намагався здійснювати таку примат над церквою Південної Галлії, що, здавалося, передбачалося у вікаріаті, наданому його попереднику Патроклу Арльському (417).
Іларій скинув єпископа Безансона, Хелідона, за ігнорування цієї першості і за те, що він заявив про безансонську гідність митрополита. Звернення було подано до Риму, і Папа Лев I використав його в 444 році, щоб знищити галліканський вікаріат на чолі з Іларієм, позбавивши його права висвячувати єпископів, скликати синоди або наглядати за церквою в провінції. Папа також забезпечив указ Валентиніана III, настільки важливий в історії галліканської церкви, який звільнив Віденську церкву від будь-якої залежності від церкви Арля. Ці папські претензії були оприлюднені імперським законом, а порушення їх підлягало юридичним покаранням. Леон Клюне припускає, що суперечка виникла з того факту, що відповідні права Римського суду та митрополита не були достатньо чітко встановлені в той час, і що право на апеляцію до Папи не було чітко визначено. достатньо визнаний.
Після його смерті в 449 році ім'я Іларія було введено в римський мартиролог.

## Писання
За життя Іларій мав велику репутацію вченості й красномовства, а також благочестя; його твори (Vita S. Honorati Arelatensis episcopi і Metrum in Genesin) вигідно відрізняються від будь-яких подібних літературних творів того періоду.
Вірш De providentia, який зазвичай включається до творів Проспера Аквітанського, іноді приписується Іларію Арльському.